# Mesembryanthemum longistylum
Mesembryanthemum longistylum är en isörtsväxtart som beskrevs av Dc. Mesembryanthemum longistylum ingår i Isörtssläktet som ingår i familjen isörtsväxter. Inga underarter finns listade i Catalogue of Life.